# Carbonsäurehydrazide
Carbonsäurehydrazide sind in der Chemie eine Klasse organischer Verbindungen und können als Hydrazinderivate von Carbonsäuren mit der allgemeinen Struktur R-CO-NR1-NR2R3 bezeichnet werden, wobei R1, R2 und R3 organische Reste oder Wasserstoff sein können. Der einfachste Vertreter ist Formhydrazid H-CO-NH-NH2.

Allgemeine Strukturformel der Carbonsäurehydrazide
Formylhydrazid, ein Derivat der Ameisensäure
Acetylhydrazid, ein Derivat der Essigsäure

## Darstellung
Carbonsäurehydrazide lassen sich z. B. durch Umsetzung von Carbonsäurehalogeniden mit Hydrazin bzw. entsprechend substituierten Hydrazinen oder durch Reduktion von N-Nitroso-carbonsäureamiden darstellen.

## Eigenschaften
Carbonsäurehydrazide sind stabile, polare Feststoffe und teilweise pharmakologisch wirksam. Sie dienen auch als Synthesezwischenstufen, z. B. bei der Synthese von Stickstoffheterocyclen und Carbonsäureaziden.